# Premiul Széchenyi
Premiul Széchenyi (în maghiară Széchenyi-díj), numit după omul politic maghiar István Széchenyi, este un premiu acordat de autoritățile statului Ungaria persoanelor care au adus o contribuție importantă la activitatea științifică din această țară. El a înlocuit în 1990 fostul Premiu de Stat al Ungariei. Premiul Széchenyi are două grade: marele premiu și premiul. Suma de bani primită de laureați nu este impozabilă.

## Statueta
Începând din anul 2000 câștigătorii premiului Széchenyi primesc o statuetă din bronz aurit care îl reprezintă pe István Széchenyi, cu înălțimea de 89 milimetri. Baza statuii are înălțimea de 255 milimetri, cu un diametru de 40 milimetri, iar partea superioară care susține statuia este aurită, în timp ce partea inferioară este acoperită cu argint. Pe lângă aceasta, beneficiarul premiului primește și o medalie cu chipul contelui Széchenyi.

## Grade
- Premiul - suma de bani acordată în anul 2006 a fost de aproximativ 6,2 milioane de forinți.
- Marele premiu - suma de bani acordată este dublul sumei acordate pentru premiu

## Câștigători
- Alex Szalay - 1991
- János Kornai - 1994
- Vera T. Sós - 1997
- György Enyedi - 1998
- Miklós Laczkovich - 1998
- Thomas Molnar - 2000
- Gyula O. H. Katona - 2005
- Katalin Keserü - 2007[1]
- Mihály Simai - 2007
- András Szőllősy - 2007
- László Lovász - 2008
- András Sárközy - 2010
- Mihaly Csikszentmihalyi - 2011
- Lajos Pósa - 2011
- Gábor Stépán - 2011
- Telegdy Gyula
- György Kéri - 2013
- Miklós Simonovits, Mária Schmidt - 2014